# ATP Challenger Grodzisk Mazowiecki
Das ATP Challenger Grodzisk Mazowiecki (offizieller Name: Kozerki Open) ist ein seit 2022 stattfindendes Tennisturnier in Grodzisk Mazowiecki, Polen. Es ist Teil der ATP Challenger Tour und wird im Freien auf Hartplatz ausgetragen.

## Liste der Sieger

### Einzel
| Jahr | Sieger             | Finalgegner     | Ergebnis      |
| ---- | ------------------ | --------------- | ------------- |
| 2025 | Kamil Majchrzak    | Dino Prižmić    | 6:4, 6:3      |
| 2024 | Marc-Andrea Hüsler | Vít Kopřiva     | 6:1, 6:4      |
| 2023 | Jesper de Jong     | Benjamin Hassan | 6:3, 6:3      |
| 2022 | Tomáš Macháč       | Zhang Zhizhen   | 1:6, 6:3, 6:2 |

### Doppel
| Jahr | Sieger                        | Finalgegner                                    | Ergebnis           |
| ---- | ----------------------------- | ---------------------------------------------- | ------------------ |
| 2025 | Thijmen Loof Arthur Reymond   | Nam Ji-sung Takeru Yuzuki                      | 6:4, 6:73, [16:14] |
| 2024 | Charles Broom David Stevenson | Daniel Cukierman Johannes Ingildsen            | 6:3, 7:63          |
| 2023 | Théo Arribagé Luca Sanchez    | Anirudh Chandrasekar N. Vijay Sundar Prashanth | 6:4, 6:4           |
| 2022 | Robin Haase Philipp Oswald    | Hugo Nys Fabien Reboul                         | 6:3, 6:4           |